# Semomesia tenella
Semomesia tenella är en fjärilsart som beskrevs av Hans Ferdinand Emil Julius Stichel 1910. Semomesia tenella ingår i släktet Semomesia och familjen Riodinidae. Inga underarter finns listade i Catalogue of Life.